# Michael Zutavern
Michael Zutavern (* 1952) ist ein deutsch-schweizerischer Bildungswissenschaftler. Er war ab 2002 Professor und von 2003 bis 2018 stellvertretender Rektor an der Pädagogischen Hochschule Luzern.

## Werdegang
Michael Zutavern studierte Erziehungswissenschaften, Psychologie und Soziologie an der Johannes Gutenberg-Universität Mainz. Er promovierte zum Thema „Professionelles Ethos von Lehrerinnen und Lehrern“ an der Universität Fribourg und erlangte 2003 den Doktortitel. Der Professorentitel wurde ihm durch die PH Luzern verliehen.
Nach Tätigkeiten als Wissenschaftlicher Mitarbeiter am Institut für Mediendidaktik der Erziehungswissenschaftlichen Hochschule Koblenz (1980–1986) und am Pädagogischen Institut der Universität Fribourg im Schweizerischen Nationalfondsprojekt Lehrerethos (1986–1989) war er zwischen 1989 und 2002 Dozent für Pädagogik und Psychologie sowie Forschungsmitarbeiter an der PH St. Gallen. Von 2002 bis 2013 war Zutavern Dozent und Leiter des Studiengangs Sek I an der PHZ Luzern, ab 2003 war er Prorektor. Seit 2013 ist er stellvertretender Rektor der PH Luzern. Parallel dazu leitete er zwischen 2013 und 2017 den Bereich Ausbildung. Seit 2015 ist Zutavern Mitglied des Schweizerischen Akkreditierungsrats, dem gemeinsamen Organ von Bund und Kantonen für die Akkreditierung und Qualitätssicherung aller Schweizer Hochschulen gemäss HFKG.
Michael Zutavern ist Mitherausgeber des Journals für LehrerInnenbildung.

## Schwerpunkte
- Kompetenzorientierte Lehrerbildung
- Forschung und Qualitätsentwicklung in der Lehrerbildung
- Professionelles Wissen und Ethik des Lehrberufs
- Eigenständiges und dialogisches Lernen
- Moralentwicklung und Erziehung zur Gerechtigkeit

Quelle

## Auszeichnung
- 1999: Hans-Aebli-Anerkennungspreis 1999 der Aebli Näf Stiftung für besondere Leistungen im Bereich der Lehrerinnen- und Lehrerbildung (Forschungsgruppe der PH St. Gallen: Erwin Beck, Titus Guldimann, Ruth Niedermann und Michael Zutavern)[6]

## Publikationen (Auswahl)

### Monographien
- Michael Zutavern: Professionelles Ethos von Lehrerinnen und Lehrern. Berufsmoralisches Denken, Wissen und Handeln zum Schutz und zur Förderung von Schülerinnen und Schülern. Dissertation, 2001.
- Stefan Aufenanger, Detlev Garz, Michael Zutavern: Erziehung und Gerechtigkeit. Unterrichtspraxis nach Lawrence Kohlberg. Kösel, München 1981, ISBN 3-466-30221-8.

### Herausgeberschaft
- Erwin Beck, Titus Guldimann, Michael Zutavern (Hrsg.): Eigenständig Lernen. UVK Fachverlag, St. Gallen 1995, ISBN 3-908701-01-5.

### Einzelbeiträge
- Michael Zutavern: Warum nicht einfach Forschung? Gedanken zur Diskussion um Forschung an den zukünftigen Pädagogischen Hochschulen. In: Beiträge zur Lehrerbildung. Band 17, Nr. 2, 1999, S. 211–222.
- Michael Zutavern: Forschung als Thema für Lehrerstudierende – Möglichkeiten und Grenzen. In: Alfred Kowarsch (Hrsg.): Forschung und Qualitätssicherung an Pädagogischen Hochschulen. Studienverlag, Innsbruck 2000, ISBN 3-7065-1623-3, S. 40–56.
- Michael Zutavern: Forschung und Lehrerbildung. In: Journal für LehrerInnenbildung. Band 1, Nr. 3, 2001, S. 16–26.
- Michael Zutavern: Professionelles Ethos von Lehrerinnen und Lehrern. In: Journal für LehrerInnenbildung. Band 3, Nr. 1, 2003, S. 26–40.
- Michael Zutavern: Notwendig? Selbstverständlich? Lernbar? Berufsmoral in der Ausbildung von Lehrerinnen und Lehrern. In: Journal für LehrerInnenbildung. Band 11, Nr. 1, 2011, S. 7–14.
- Michael Zutavern: Wissenschaftsbasierte Lehre in der tertiarisiterten Lehrerinnen- und Lehrerbildung. In: Evelyne Wannack, Heinz Rhyn (Hrsg.): Reflexion zum Auftrag pädagogischer Hochschulen. Hep Verlag, Bern 2016, ISBN 978-3-0355-0500-9, S. 35–68.